# 三峡槭
三峡槭（学名：Acer wilsonii）为无患子科槭属的植物。分布在中国大陆的广西、云南、江西、湖北、湖南、四川、贵州、广东等地，生长于海拔1,400米至2,000米的地区，多生长在疏林中，目前尚未由人工引种栽培。